# Salvatierra de los Barros
Salvatierra de los Barros és un municipi de la província de Badajoz, a la comunitat autònoma d'Extremadura.